# Anabaptisme

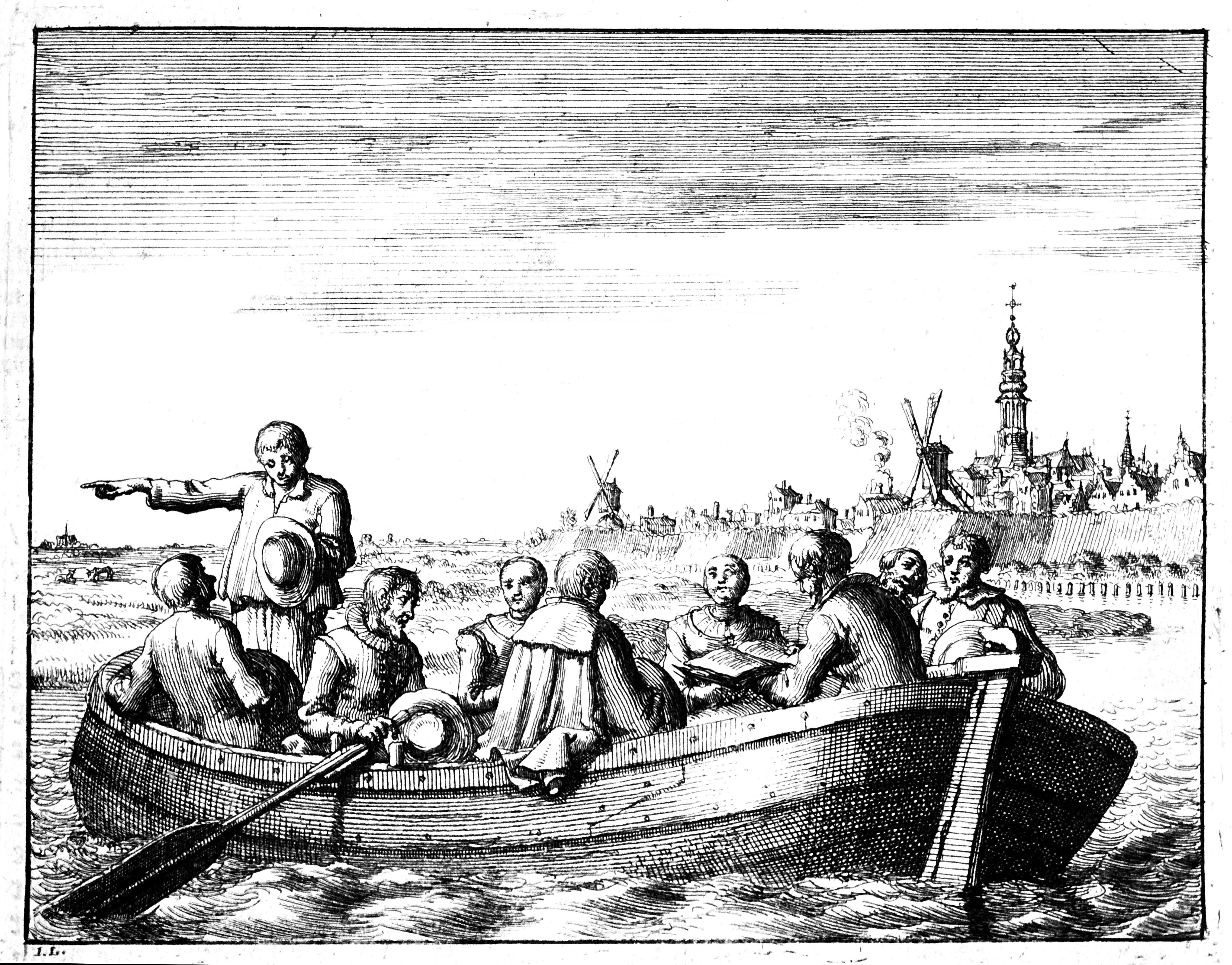
Anabaptistes reunits en secret a la barca de Peter Piersz. Il·lustració de Jan Luyken.

Els anabaptistes van ser una denominació cristiana protestant que va sorgir el segle xvi durant el moviment de la Reforma Protestant.
Els anabaptistes compartien la doctrina bàsica del protestantisme, però diferien principalment en la doctrina del baptisme. Els anabaptistes creien que el baptisme només es podia realitzar en creients adults que ja tenien la capacitat d'entendre el seu significat com a representació de la mort al pecat i la vida en Crist. Per això, van considerar que el baptisme infantil era invàlid (el nen no tenia el coneixement de l'acte del baptisme ni havia pres la decisió de creure en el sacrifici de Crist), i per això calia que es bategessin una altra vegada.
La doctrina del baptisme adult ha estat comuna al llarg de la història del cristianisme, abans i després de la reforma protestant, i moltes denominacions protestants practiquen el baptisme adult. Doncs bé, els anabaptistes van ser la primera família protestant a proposar aquesta doctrina després de l'hegemonia doctrinal catòlica del baptisme infantil.

## Context
El nom anabaptista prové del grec anabaptizo, que en català vol dir "re-baptisme" o "batejar de nou" (ανα- fer de nou  i βαπτιζω- batejar). Però, aquest terme era confús, ja que suposava la creença d'un doble baptisme. En realitat, per als anabaptistes hi havia un únic baptisme, el baptisme adult, i els nens dels creients no eren batejats sinó una vegada, quan ja eren adults.
Aquest nom els va ser imposat als anabaptistes pels seus detractors, ja que aquests van considerar invàlid el baptisme infantil. Els anabaptistes advoquen pel baptisme de creients (d'acord amb la seva interpretació de la bíblia/Marc/16:16), adults, ja que per una banda consideren que els nens són estalvis (segons -bíblia/Mateu/18:2-4) i d'altra banda consideren el baptisme com a símbol de fe, la qual no manifesta un nadó.

## Orígens

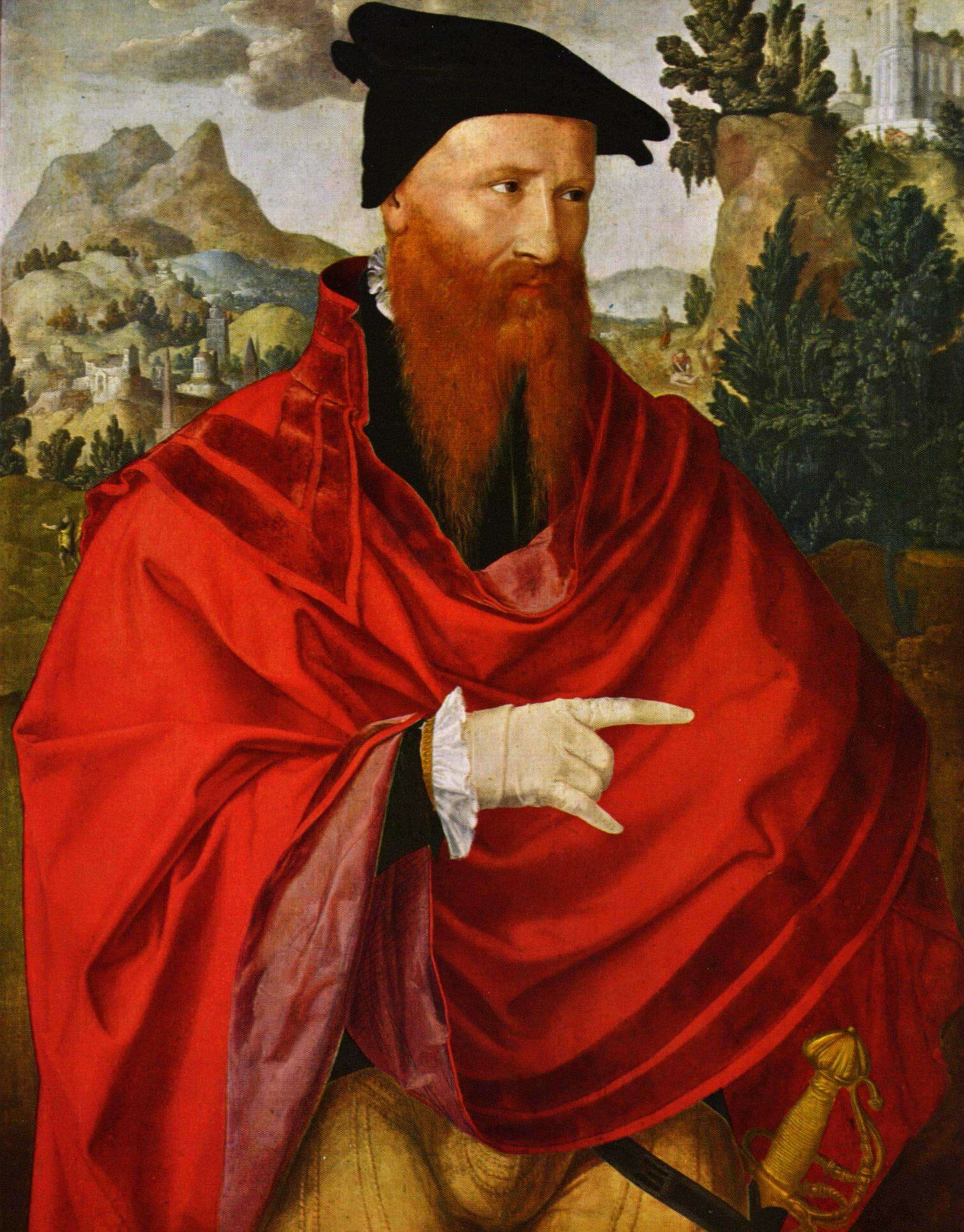
David Joris, un dels més importants líders de l'anabaptisme.

Com anabaptistes van ser anomenats els cristians que després del segle iv es van oposar a la imposició del baptisme de nens i fins i tot el Codi de Justinià va establir la pena de mort contra ells, la qual es va aplicar en diverses ocasions durant l'edat mitjana i després a l'època de la Reforma protestant, quan en la Dieta d'Espira, el 1529, catòlics i protestants es van posar d'acord a perseguir els anabaptistes.
Els anabaptistes van sorgir com a vessant revolucionària de la Reforma Protestant el 1525 a Suïssa, quan un grup de dotze homes es van batejar a si mateixos, i la seva doctrina establia que per poder ser batejat, calia prèviament dedicar-se a Déu. La doctrina es va estendre per Suïssa, Àustria, Alemanya i Països Baixos.
 En aquesta època hi havia diferents expressions de l'anabaptisme:
- Una revolucionària, originada en la predicació i baptismes d'adults realitzats pel teixidor Nicolás Storch i els seus companys Tomàs Dreshel i Marcos Stübner; va tenir com a defensor absolut i destacat a Thomas Müntzer, que va participar en la lluita dels camperols contra els terratinents feudals.[4]

- Una extremista, que va protagonitzar l'aixecament a la ciutat de Münster, encapçalada per Jan Matthys i Joan de Leiden i propiciada per la predicació de Melchior Hofman, que el 1534 va intentar establir el Regne de Déu per la força.[5]

- L'unitarisme, representat per la personalitat de Miguel Servet; pels Germans Polonesos a Polònia, i per Ferenc Dávid i les esglésies unitàries d'Hongria i Transsilvània.

- La pacifista trinitària, que va sorgir primer el 1525 a Zürich, sota el lideratge de Conrad Grebel en oposició a Huldrych Zwingli, es va estendre després a Àustria, Alemanya, Holanda i Polònia, on altres líders com Michael Sattler, Pilgram Marpeck, Baltasar Hubmaier, Hans Denker, Jacob Hutter, Ulrich Stadler, Dirck Phiel·lips i Menno Simons van aconseguir consolidar petites esglésies sempre sotmeses a intensa persecució, tant per catòlics, com per protestants i anglicans.

## Característiques

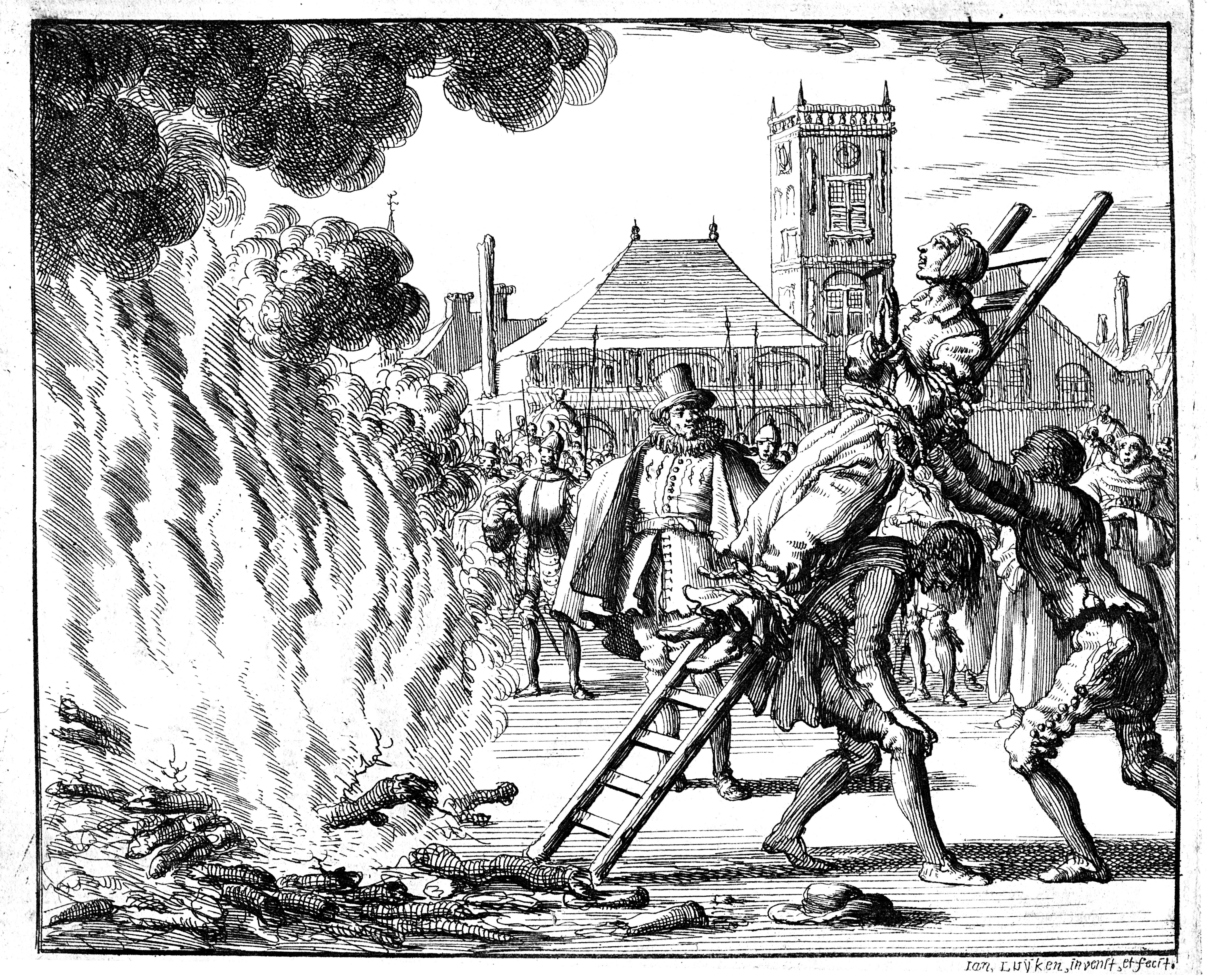
Execució a la foguera de l'anabaptista frisona Anneke Hendriks a Amsterdam el 1571.
Gravat de Jan Luyken.

A part de compartir les principals doctrines de la Reforma Protestant com la definició de la Bíblia com a única regla infalible de fe, inspirada indubtablement per l'Esperit Sant; l'acceptació de Jesucrist com únic mediador, el sacerdoci de tots els creients i la presència de l'Esperit Sant i els seus dons en cada cristià, i el rebuig de la creença en la transsubstanciació durant la missa i d'aquesta com sacrifici; els anabaptistes defensen la idea que els cristians convençuts, batejats, han de viure lliures de l'esclavitud del món, estimar els enemics i abstenir-se de tota violència, solidaritzar materialment amb els pobres, sense apel·lar a les relacions amb l'estat per aconseguir prebendes.
L'anabaptista pot definir-se en tres punts principals: 
- Un concepte de l'essència del cristianisme com deixebles.
- L'església com fraternitat.
- Una ètica i moralitat basada en el Sermó de la muntanya.[6] Per això, insisteixen en la importància de la comunitat de fe per la pregària, la mútua correcció fraterna, mútua ajuda material, ser una comunitat establerta voluntàriament i el Cos de Crist que se celebra a l'Eucaristia.

Rebutgen enèrgicament les persecucions i guerres religioses i consideren un crim l'execució de qualsevol persona per les seves creences. La seva norma va ser i continua sent "Llibertat religiosa per a tots els homes per viure la fe de la seva elecció o cap ".

## Reproduccions

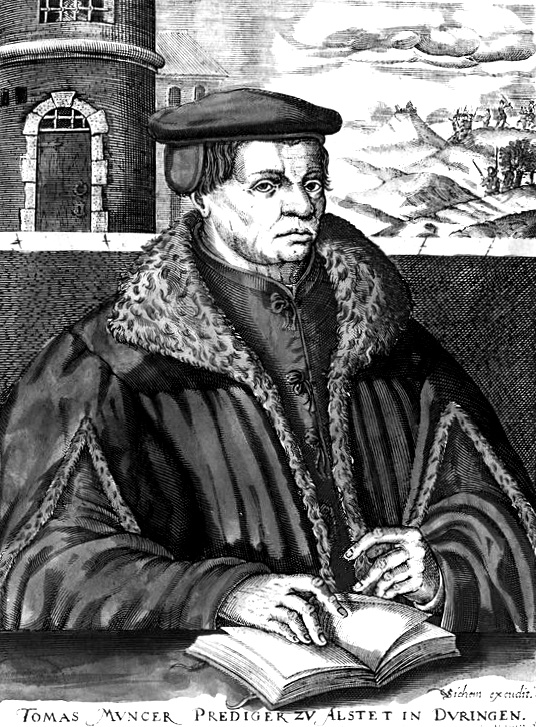
Thomas Müntzer va ser un dels fundadors del moviment Anabaptistes.

La investigació sobre els orígens dels anabaptistes s'ha viciat tant per les calúmnies dels seus enemics com per les vindicacions dels seus amics. Va ser molt habitual posar junts tant als anabaptistes de Munster com als anabaptistes radicals relacionats amb els profetes Zwickau, Jan Matthys, Joan de Leiden (també anomenat Bockelson van Leiden, Jan de Leiden) i Thomas Müntzer. Aquells que volen corregir aquest error tendeixen a sobre-corregir i negar totes les connexions entre el principal moviment anabaptista i la seva branca més radical.
L'era moderna de la historiografia anabaptista va sorgir de la tasca de l'estudiós catòlic romà Carl Adolf Cornelius amb la publicació de  Die Geschichte des Münsterischen Aufruhrs  el 1855 (La història dels disturbis de Münster). L'historiador baptista Albert Henry Newman (1852-1933), de qui va dir Bender que ocupava "la primera posició en el camp de la historiografia de l'Amèrica anabaptista", va fer una contribució important amb la seva obra "Història de la lluita contra el paidobaptismo" (és a dir, contra el baptisme de nens). Encara que hi ha un gran nombre de teories referides als orígens dels anabaptistes, les tres principals són:
1. Els anabaptistes van començar amb una sola expressió en Zúric, i es van propagar des d'allà (monogènesi),
2. Els anabaptistes van sorgir a partir de diversos moviments independents en diversos llocs al mateix temps (poligènesi)[8]
3. Els anabaptistes són una continuació del cristianisme del Nou Testament (o successió apostòlica perpètua de l'Església).

## Adeptes
En l'actualitat hi ha al món més de 2 milions d'anabaptistes mennonites, huterians, Amish i l'Església dels Germans.
A més la majoria de les esglésies cristianes evangèliques, excepte aquelles de tradició reformada, han optat pel baptisme d'adults i altres com el quàquers emfatitzen en el rebuig radical a la violència i a la guerra.